# 彰化鐵路醫院

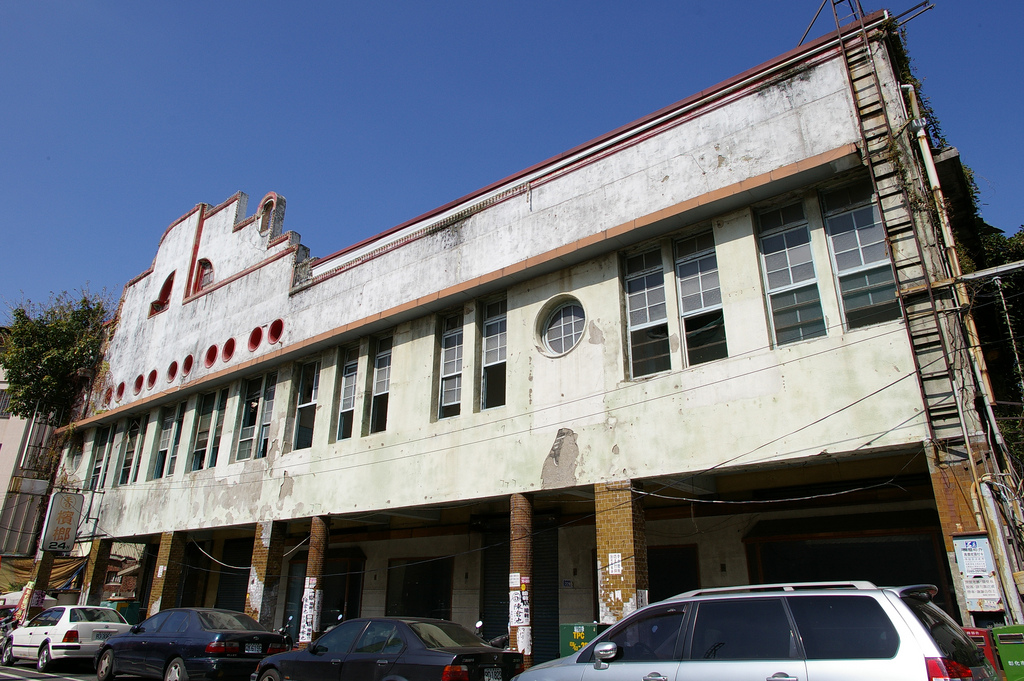
修復前的彰化鐵路醫院。攝於2011年

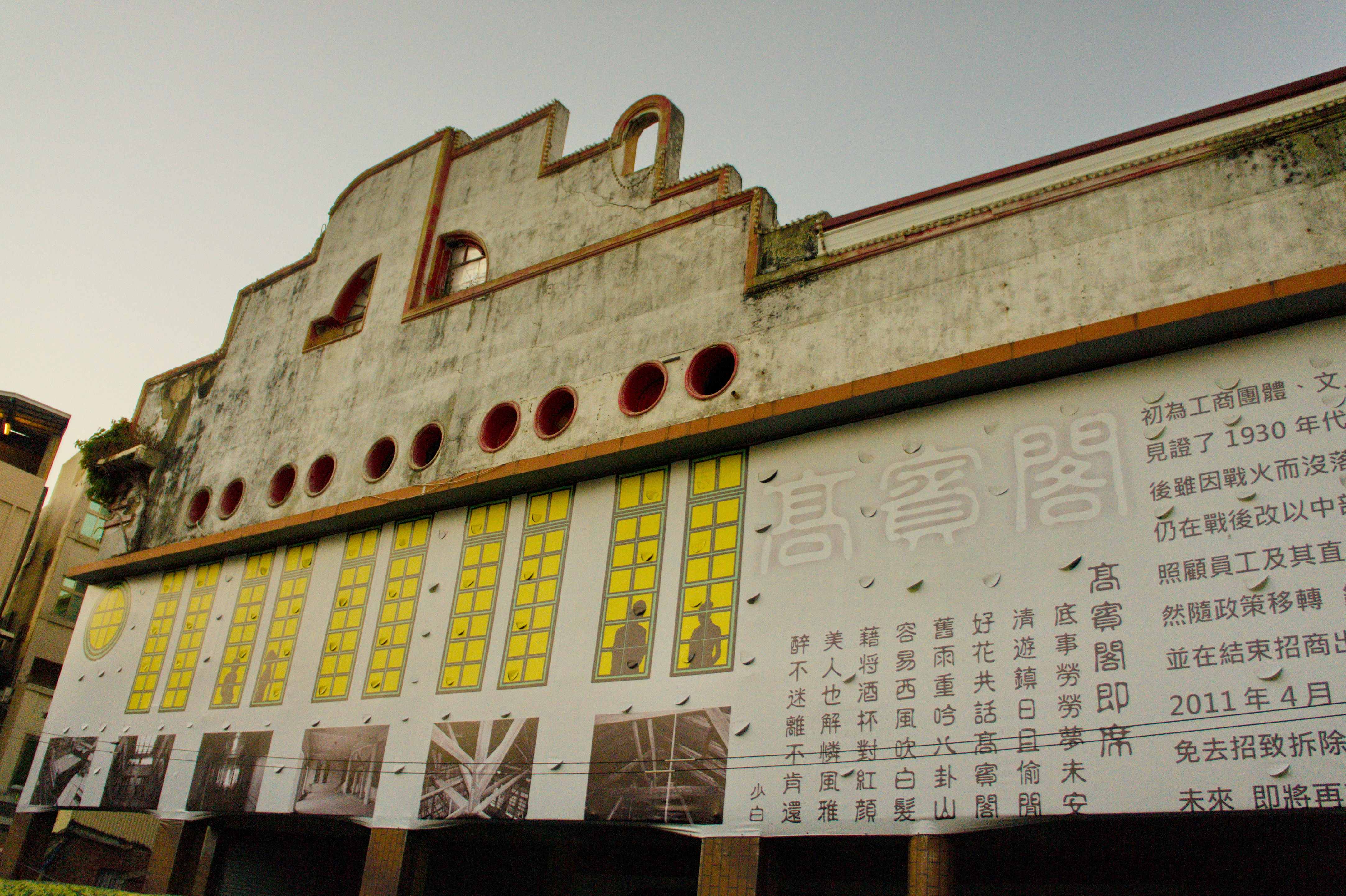
修復前的彰化鐵路醫院，掛上有關高賓閣的資料。攝於2013年

彰化鐵路醫院，前身為高賓閣，為臺灣日治時期的建築，提供料理服務，是當時彰化重要的聚會場所。現址位於彰化縣彰化市陳稜路。該建築外觀呈不對稱的立面設計，形狀似輪船，在當時是相當前衛的作品，為屬於現代主義的建築。
2008年，為解決彰化車站前站周邊的停車問題，彰化鐵路職工福利委員會提議拆除該建築，以做為停車場之用。經過地方團體搶救、提報古蹟，彰化鐵路醫院經文資審議通過，於2011年7月7日被公告為「縣定古蹟」。2016年10月終順利啟動修復工程，2018年11月完成修復對外開放。歷經四次招商流標，台鐵職工福委會調整月租金從18萬元降為15萬元，租約20年，由彰化縣大愛照顧服務勞動合作社得標，經營方向為長者日照中心而遭質疑。

## 沿革

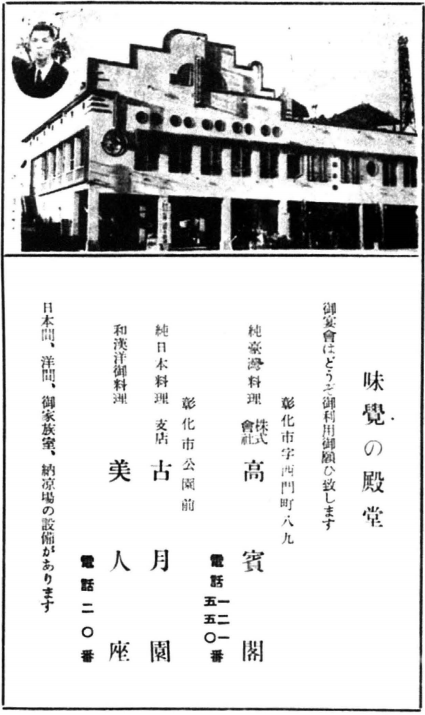
一則包含高賓閣等料理店的廣告，刊登在1942年版的《臺灣鐵道旅行案內》。

彰化鐵路醫院原是日治時期的「高賓閣」，發起人為王氷淇。他之所以會想開設高賓閣，主要是因為某次前往臺北時對大稻埕的江山樓留下深刻印象，返回彰化後便說服父親王榮投資，同時也與楊信言、彰化建築信用購買組合（今彰化市第十信用合作社）合作。該建築在昭和十二年（1937年）於彰化市西門町動工，設計師是張世藩，營造商為林木，之後在隔年1月13日舉行上棟式，該年5月完工。
高賓閣經營期間，曾舉辦過彰化文具商組合創立總會（1940年）等活動，此外值得一提的是臺灣總督府醫學校的畢業生曾在這裡舉辦過同學會，與會人士包含譽為臺灣新文學之父賴和與臺灣首位醫學博士杜聰明。
然而後來高賓閣在經營約五年之後，因戰爭等因素而宣告歇業，並被賣給了臺灣總督府交通局鐵道共濟組合，打算作為鐵道診療所，但彰化鐵道診療所因故並未遷入。二次大戰後，此建物先是充作宿舍及辦公室使用，民國三十九年（1950年）整修後才作為醫療場所，並在民國六十年（1971年）擴大規模成鐵路醫院，開放給臺鐵員工外的一般民眾就診，直到民國七十三年（1984年）停業為止。
醫院停業之後，該建築一度為婚紗業者承租，業者退租後該建築便逐漸荒蕪，後來2009年底因地方民代倡議一度有拆除改成停車場之議，經彰化縣小西文化協會、賴和文教基金會、半線鐵道文史工作室、彰化縣八卦山文化協會等地方團體發起搶救連署，從高賓閣（彰化鐵路醫院）對臺灣文化史、休閒文化史、鐵道史、建築史的重大意義提報縣定古蹟、舉辦立院公聽會、鐵路醫院嘉年華等行動，並有熱心網友發現棟札，確認高賓閣動工日期。最後在2011年4月29日經彰化縣文化資產審議委員會審議指定為古蹟。

## 特色
該建築共有兩層樓，高賓閣時期一樓主要是廚房和員工寢室，二樓才是營業區域，裡頭並設有舞臺。保有Art Deco裝飾藝術牌樓面，不對稱的立面為該建築最大的特色，其外觀彷彿輪船一般，在當時是相當前衛的現代主義建築風格作品。室內空間皆為大跨距與大空間，再利用彈性大。
「高賓閣」係1937年建造，為臺灣現代化生活起端之表徵，見證1930年代彰化火車站地方文藝活動，歷史脈絡從日治時期高賓閣酒樓到戰後鐵路醫院，為臺灣現存的三座鐵路醫院之一(其他兩座分別位於臺北及花蓮)，具稀少性。

## 延伸閱讀
- 《獨立特派員：擱淺陳稜路》公共電視 2010年9月29日播映

## 外部連結
- 彰化鐵路醫院-高賓閣的Facebook專頁
- YouTube上的彰化鐵路醫院 高賓閣頻道